# Tricyphona livida
Tricyphona (Tricyphona) livida là một loài ruồi trong họ Pediciidae. Chúng phân bố ở vùng sinh thái Palearctic.